# Mario Dal Pra
Mario Dal Pra, nome di battaglia colonnello Procopio (Montecchio Maggiore, 29 aprile 1914 – Milano, 21 gennaio 1992), è stato un filosofo, storico della filosofia e partigiano italiano.

## Biografia
Mario Dal Pra si è laureato in Filosofia all'Università degli Studi di Padova sotto la guida di Erminio Troilo. Ha iniziato giovanissimo la sua carriera didattica come docente di filosofia e storia prima nel Liceo Scientifico "P. Paleocapa" di Rovigo (1937-1939) e poi nel Liceo classico "A. Pigafetta" di Vicenza (1939-1943), trasferendosi poi durante la Seconda guerra mondiale a Milano; qui dalla fine della guerra al dicembre 1951 ha insegnato filosofia e storia nel Liceo Classico G. Carducci. Dal dicembre 1951 ha insegnato Storia della filosofia antica e Storia della filosofia medioevale all'Università Statale di Milano, dove ha infine ricoperto la cattedra di Storia della filosofia, succedendo ad Antonio Banfi. Dal Pra ha partecipato attivamente alla Resistenza, nelle file di "Giustizia e Libertà", guadagnandosi due croci di guerra al merito partigiano, ed ha collaborato alla ricostruzione politica e culturale del Paese, con un'opera didattica e scientifica sempre sorretta da un'alta ispirazione morale.
Alla fine del '44 insieme a Parri, Solari e Italo Romanelli fonda una casa editrice clandestina La Fiaccola che riesce a pubblicare i Nuovi quaderni di Giustizia e Libertà 
Medaglia d'oro quale benemerito della Scuola, della Cultura e dell'Arte, membro dell'Accademia dei Lincei, dell'Istituto Lombardo di Scienze e Lettere, dell'Accademia Olimpica di Vicenza, nonché membro autorevole della Società Filosofica Italiana, della quale è stato anche Presidente nazionale per un triennio. Con decreto del presidente della Repubblica in data 27-7-1987 gli è stato conferito il titolo di professore "emerito" della Università di Milano a tutti gli effetti di legge.
Storico del pensiero di prestigio internazionale (tra i suoi temi preferiti, lo scetticismo greco, Abelardo e la logica medioevale, Hume, Condillac, la logica hegeliana, il giovane Marx, il pragmatismo, americano e italiano, la storia della storiografia filosofica), Dal Pra ha sempre connesso la sua attività storiografica con l'esplicitarsi di interessi teorici che lo hanno portato ad elaborare, negli anni cinquanta, un'originale linea di pensiero denominata "trascendentalismo della prassi", poi evoluta in una forma di razionalismo storicista e critico. Il suo interesse filosofico fondamentale si è infatti sempre rivolto al chiarimento del rapporto tra teoria e prassi in una prospettiva antimetafisica che lo ha fin dai suoi esordi posto in contrasto con le posizioni del neoidealismo italiano, e più in generale con ogni forma di dogmatismo teoricistico emergente nel pensiero contemporaneo, per favorire la libera esplicazione dell'iniziativa pratico-razionale dell'uomo.
Nel 1946 Dal Pra ha fondato la Rivista di storia della filosofia, un riferimento costante e prestigioso nell'ambito degli studi del pensiero occidentale, tuttora pubblicata.
Negli anni sessanta è stato autore di un fortunato Sommario di storia della filosofia per licei, in tre volumi e più volte ristampato (La Nuova Italia, Firenze) e poi direttore di una monumentale Storia della filosofia (prima edizione Vallardi, Milano 1975, in dieci volumi, poi Piccin, Padova 1999, aggiornata in undici volumi Archiviato il 14 ottobre 2013 in Internet Archive.).
È deceduto a Milano il 21 gennaio 1992 ed i suoi resti mortali riposano nel Cimitero di Vicenza. Ha donato la sua biblioteca e le sue carte alla Biblioteca di Filosofia Università degli Studi di Milano.

## Pensiero

### Filosofia
Nel dopoguerra e negli anni Cinquanta, in collaborazione con Andrea Vasa, Dal Pra elabora una posizione filosofica che viene indicata come trascendentalismo della prassi.
Successivamente, avvicinandosi alle idee di Giulio Preti, Dal Pra propone uno storicismo critico, più attento alle strutture della ragione con cui l'esperienza storica si struttura.

## Opere
- Il realismo e il trascendente, Padova, Cedam, 1937.
- Amore di sapienza. Avviamento elementare allo studio della storia della filosofia, della scienza e della pedagogia per i licei e gli istituti magistrali, Vicenza, Tipografia commerciale, 1938.
- La didache. Insegnamento del Signore alle genti per mezzo dei dodici apostoli. Documento cristiano del I secolo, Vicenza, Tipografia commerciale, 1938.
- Educare, Verona, La Scaligera, 1940.
- Pensiero e realtà, Verona, La Scaligera, 1940.
- Scoto Eriugena ed il neoplatonismo medievale, Milano, Bocca, 1941; 1951.
- Condillac, Milano, Bocca, 1942.
- Il pensiero di Sebastiano Maturi, Milano, Bocca, 1943.
- Necessità attuale dell'universalismo cristiano, Vicenza, Collezioni del Palladio, 1943.
- Valori cristiani e cultura immanentistica, Padova, Cedam, 1944.
- Hume, Milano, Bocca, 1949.
- La storiografia filosofica antica, Milano, Bocca, 1950.
- Lo scetticismo greco, Milano, Bocca, 1950.
- Giovanni di Salisbury, Milano, Bocca, 1951.
- Amalrico di Bène, Milano, Bocca, 1951.
- Nicola di Autrecourt, Milano, Bocca, 1951.
- Il pensiero di John Dewey, con contributi bibliografici a cura di, Milano, Bocca, 1952.
- Il problema logico del linguaggio nella filosofia medioevale. Studi storico-critici, Milano, Bocca, 1954.
- Il pensiero filosofico di Marx dal 1835 al 1848. (Con particolare riguardo alla filosofia della prassi). Appunti delle lezioni di Storia della filosofia a cura della dott. M. E. Reina. Anno accademico 1958-59, Milano, La Goliardica, 1959 (poi come Il pensiero filosofico di Marx, a cura di D. Borso, Shake ed., Milano 2011).
- Il pensiero occidentale. Compendio di storia della filosofia con larga scelta di passi dagli autori, I, La filosofia antica e medioevale, Firenze, La Nuova Italia, 1960.
- Sommario di storia della filosofia per i licei classici e scientifici, 3 voll., Firenze, La Nuova Italia, 1963-1964.
- La dialettica in Marx. Dagli scritti giovanili all'Introduzione alla critica dell'economia politica, Bari, Laterza, 1965; 1972.
- Profilo di storia della filosofia, 3 voll., Firenze, La Nuova Italia, 1971.
- Piccola antologia filosofica, 3 voll., Firenze, La Nuova Italia, 1971.
- La dialettica hegeliana e l'epistemologia contemporanea, Milano, CUEM, 1972.
- Hume e la scienza della natura umana, Roma-Bari, Laterza, 1973.
- Logica e realtà. Momenti del pensiero medievale, Roma-Bari, Laterza, 1974.
- Storia della Filosofia, diretta da, 11 voll.,

I, Giuseppina Scalabrino Borsani, La filosofia indiana, Milano, Vallardi, 1976.
II, Paolo Beonio-Brocchieri, La filosofia cinese e dell'Asia orientale, Milano, Vallardi, 1977.
III, Gabriele Giannantoni, Armando Plebe, Pierluigi Donini, La filosofia greca dal VI al IV secolo, Milano, Vallardi, 1975.
IV, La filosofia ellenistica e la patristica cristiana. Dal III sec. a.C. al V sec. d.C., Milano, Vallardi, 1975.
V, La filosofia medievale. Dal secolo VI al secolo XII, Milano, Vallardi, 1976.
VI, La filosofia medievale. I secoli XIII e XIV, Milano, Vallardi, 1976.
VII, La filosofia moderna. Dal Quattrocento al Seicento, Milano, Vallardi, 1976.
VIII, Paolo Casini, Nicolao Merker, La filosofia moderna. Il Settecento, Milano, Vallardi, 1975.
IX, La filosofia contemporanea. L'Ottocento, Milano, Vallardi, 1976.
X, La filosofia contemporanea. Il Novecento, Milano, Vallardi, 1978.
XI, La filosofia della seconda metà del Novecento, 2 tomi, Padova-Milano, Piccin Nuova libraria-Vallardi, 1998.
- Logica, esperienza e prassi. Momenti del pensiero moderno e contemporaneo, Napoli, Morano, 1976.
- Il problema del realismo nella storia del pensiero, Milano, Unicopli, 1980.
- La storiografia filosofica e la sua storia. Testi per il corso di storia della filosofia I. A.A. 1979-80, con Giovanni Santinello, Eugenio Garin, Lutz Geldsetzer e Lucien Braun, Padova, Antenore, 1982.
- David Hume. La vita e l'opera, Roma-Bari, Laterza, 1984.
- Antonio Banfi (1886-1957). Relazioni dall'incontro Antonio Banfi: le vie della ragione, Università di Milano, 28 febbraio 1983, con Dino Formaggio e Paolo Rossi, Milano, Unicopli, 1984.
- Studi sul pragmatismo italiano, Napoli, Bibliopolis, 1984.
- Studi sull'empirismo critico di Giulio Preti, Napoli, Bibliopolis, 1988.
- Filosofi del Novecento, Milano, Franco Angeli, 1989.
- I problemi di metodo nella storiografia filosofica, in Panorami filosofici. Itinerari del pensiero, Padova, Muzzio, 1991.
- Ragione e storia. Mezzo secolo di filosofia italiana, con Fabio Minazzi, Milano, Rusconi, 1992.
- Storia della filosofia e della storiografia filosofica. Scritti scelti, a cura di Maria Assunta Del Torre, Milano, Franco Angeli, 1996.
- La guerra partigiana in Italia. Settembre 1943-maggio 1944, a cura di Dario Borso, Firenze-Milano, Giunti-INSMLI, 2009.
- Dialettica hegeliana ed epistemologia analitica, a cura di Enrico Colombo, Brescia, Morcelliana, 2015.
- Il trascendentalismo della prassi, la filosofia della Resistenza, con Andrea Vasa, a cura di Maria Grazia Sandrini, Milano-Udine, Mimesis, 2017.

## Riconoscimenti
Nel 1990 l'Accademia dei Lincei gli ha conferito il Premio Feltrinelli per le Scienze Filosofiche.